# Malpighia velutina
Malpighia velutina là một loài thực vật có hoa trong họ Malpighiaceae. Loài này được Ekman & Nied. mô tả khoa học đầu tiên năm 1926.